# Sakuragawa Solomon
Sakuragawa Solomon (sinh ngày 4 tháng 8 năm 2001) là một cầu thủ bóng đá người Nhật Bản.

## Sự nghiệp câu lạc bộ
Sakuragawa Solomon hiện đang chơi cho JEF United Chiba.

## Thống kê sự nghiệp
| Đội              | Năm       | J.League | J.League | J.League Cup | J.League Cup | Tổng cộng | Tổng cộng |
| Đội              | Năm       | Trận     | Bàn      | Trận         | Bàn          | Trận      | Bàn       |
| ---------------- | --------- | -------- | -------- | ------------ | ------------ | --------- | --------- |
| JEF United Chiba | 2020      | 13       | 2        | -            | -            | 13        | 2         |
| Tổng cộng        | Tổng cộng | 13       | 2        | 0            | 0            | 13        | 2         |